# Paciente terminal

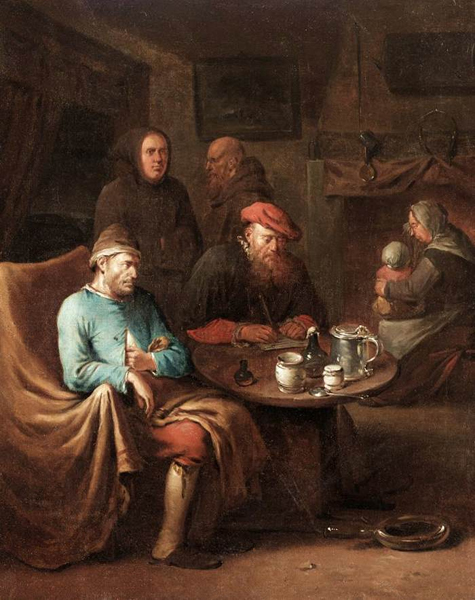
Visita del médico (Besuch eines Arztes) Egbert van Heemskerck II el Joven.

Los términos paciente terminal, enfermo terminal y enfermedad terminal se aplican cuando una enfermedad no puede curarse o tratarse de manera adecuada y se espera, como resultado, la muerte del paciente dentro de un período corto de tiempo. Se aplican sobre todo en los casos de enfermedades degenerativas tales como el cáncer o en enfermedades pulmonares o cardiacas avanzadas. Su uso se popularizó en el siglo XX.

## Definición
Paciente terminal es la persona que se encuentra en la etapa final de algunas enfermedades crónicas, especialmente de las cancerígenas. Esta fase se inicia en el momento en que es preciso abandonar los tratamientos de finalidad curativa, ya que no le aportan beneficios a su estado de salud, para sustituirlos por otros cuyo objetivo es controlar y paliar los síntomas, tanto físicos como psíquicos que origina la enfermedad.
A veces, se usa sólo la palabra "terminal". Es sinónimo de enfermo o paciente desahuciado. Pero no debe confundirse con "enfermo o paciente agónico", que se refiere a la fase de agonía de un paciente (la previa al fallecimiento).
A menudo, un paciente se considera que sufre una enfermedad terminal cuando su esperanza de vida se estima en seis meses o menos, bajo el supuesto de que la enfermedad sigue su curso normal. La norma de los seis meses es arbitraria, y las mejores estimaciones disponibles de la longevidad pueden ser incorrectas. Por consiguiente, aunque un enfermo diagnosticado correctamente puede ser considerado terminal, esto no es una garantía de que el paciente va a morir dentro de los seis meses. Del mismo modo, un paciente con una enfermedad que progresa lentamente, como el SIDA, no se puede considerar una enfermedad terminal, ya que las mejores estimaciones de longevidad son mayores de seis meses. Sin embargo, esto no asegura que el paciente no muera de forma temprana.

## Etapas
Cada paciente reacciona de manera diferente ante la noticia de que sufre una enfermedad terminal. En general, casi todos los pacientes pasan por cinco etapas hasta aceptar su dramática situación, según el modelo de Kübler-Ross, cuando se diagnostica una enfermedad terminal o una pérdida catastrófica:
1. Negación. Es solamente una defensa temporal para el individuo. Este sentimiento es generalmente remplazado con una sensibilidad aumentada de las situaciones e individuos que son dejados atrás después de la muerte.
2. Ira. El individuo reconoce que la negación no puede continuar. Debido a la ira, esta persona es difícil de ser cuidada debido a sus sentimientos de ira y envidia. Cualquier individuo que simboliza vida o energía es sujeto a ser proyectado resentimiento y envidia.
3. Negociación. Involucra la esperanza de que el individuo puede, de alguna manera, posponer o retrasar la muerte. Usualmente, la negociación por una vida extendida es realizada con un poder superior a cambio de una forma de vida reformada.
4. Depresión. Empieza a entender la certeza de la muerte. Debido a esto, el individuo puede volverse silencioso, rechazar visitas y pasar mucho tiempo llorando y lamentándose. Este proceso permite a la persona moribunda desconectarse de todo sentimiento de amor y cariño. No es recomendable intentar alegrar a una persona que está en esta etapa. Es un momento importante que debe ser procesado.
5. Aceptación. Es la etapa final; llega con la paz y la comprensión de que la muerte está acercándose. Generalmente, la persona en esta etapa quiere que la dejen sola. Además, los sentimientos y el dolor físico pueden desaparecer. Esta etapa también ha sido descrita como el fin de la lucha contra la muerte.

## Tratamiento
No existe una cura o tratamiento específico para las enfermedades terminales. Sin embargo, algunos tratamientos médicos pueden ser apropiados, especialmente con el objetivo de reducir el dolor o facilitar la respiración.
Algunos pacientes con enfermedades terminales precisan detener todos los tratamientos que les debiliten, para reducir los efectos secundarios no deseados. Otros continúan un tratamiento agresivo en la esperanza de un éxito inesperado. Otros rechazan el tratamiento médico convencional y buscan tratamientos no probados, tales como radicales modificaciones en la dieta. Las decisiones de los pacientes sobre los diferentes tratamientos pueden cambiar con el tiempo.
Los cuidados paliativos se ofrece normalmente a los pacientes con enfermedades terminales, independientemente de su estilo general de gestión de la enfermedad, si parece probable que ayude a controlar los síntomas, como el dolor y mejorar su calidad de vida. Los cuidados paliativos  se puede proporcionar en el hogar por su médico de cabecera o en hospitales de larga estancia, además, se ofrece apoyo emocional a los pacientes y sus familiares.

## Rechazo de la nutrición y la hidratación
Las personas que están al final de su vida a veces se niegan a ser alimentados y/o hidratados. Los estudios indican que en el contexto de los cuidados paliativos, el rechazo de los alimentos y líquidos no contribuyen al sufrimiento de los enfermos terminales y podría contribuir a un paso algo más cómodo para el final de la vida del paciente.[cita requerida]
- Relacionados: Eutanasia pasiva

## Fallecimiento
Los pacientes, personal sanitario y familiares que se encuentran en el contexto de una enfermedad terminal, consideran una "buena muerte" aquella que cumple los siguientes requisitos:
- Aseguramiento de un control efectivo del dolor y otros síntomas
- Asesoramiento acerca de la muerte y sus consecuencias, sobre todo en cuanto a la toma de decisiones.
- Cumplimiento de algún objetivo importante, como por ejemplo, la resolución de conflictos pasados.

Algunas personas con una enfermedad terminal que, por ejemplo, no salen de la fase de negación, pueden llegar a no aceptar nunca su situación y, por tanto, rechacen todo lo relativo a la muerte. Por otra parte, hay pacientes que encuentran consuelo mediante gestiones financieras y legales sobre su muerte o a través de la planificación de su funeral.[cita requerida]